# Malancan
Malancan is een bestuurslaag in het regentschap Kepulauan Mentawai van de provincie West-Sumatra, Indonesië. Malancan telt 1829 inwoners (volkstelling 2010).